# دامزوسی (ساپونه)
دامزوسی شهری در شهرستان ساپونه در استان بازگا در بورکینافاسوی مرکزی است و جمعیت آن ۴۵۹ نفر است.